# 사트세 돌출지

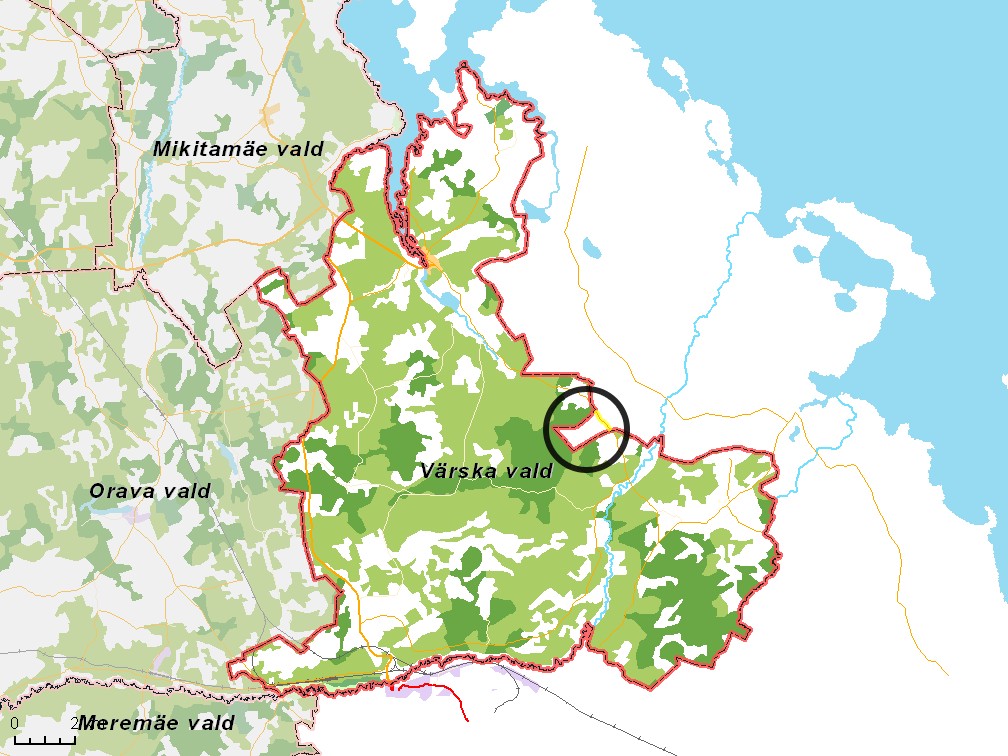
사트세 돌출지의 지도

사트세 돌출지(에스토니아어: Saatse saabas, 러시아어: Саатсеский сапог)는 러시아 프스코프주 페초르스키군에서 에스토니아 버루주 세토마군 사트세 방면으로 튀어나온 돌출지이다. 돌출지 자체의 면적은 115.5 헥타르이며, 에스토니아의 베르스카-울리티나간 도로(Värska–Ulitina tee)의 비포장 구간이 여기를 지나간다. 이 도로는 차량으로만 통과할 수 있으며 러시아 영토 내에서는 정차할 수 없다.

## 역사
러시아-에스토니아 국경은 1944년에 에스토니아가 페체리군(Petserimaa)을 러시아에 양도하면서 이 일대의 국경이 형성되었다. 이 일대의 토지는 역사적으로 1.5 km 동쪽에 위치해 있는 러시아 프스코프주 고로디셰(Городище)의 농장에 속해 있었음을 근거로 러시아에 양도되었다. 소련 시기에는 공화국 내부경계로 취급받았지만 1991년에 에스토니아가 소련에서 독립하면서 국경선이 되었다.
소련 붕괴 이후 러시아와 에스토니아는 메레매에(Meremäe) 일대의 숲 68.9헥타르와 베르스카(Värska) 일대의 숲 33.9헥타르와 사트세 돌출지를 교환하기로 합의했다. 2005년 5월 18일 러시아와 에스토니아의 외교부 장관 세르게이 라브로프와 우르마스 파에트(Urmas Paet)는 국경 조정에 대한 조약에 합의했다. 해당 조약에서 새롭게 구성된 러시아-에스토니아 국경은 국공유지 및 사유지를 따라 지난다. 에스토니아에서 러시아로 양도되는 영토 중 일부는 사유지가 포함되어 있으며, 에스토니아 외교부에서는 국경 지대 토지 20헥타르를 매입해서 차후 국경 조정 시 양도할 수 있도록 준비해 두었다.
그러나 러시아 측에서는 에스토니아 측의 조약 서문에서 1920년 타르투 조약 및 에스토니아의 독립 선언을 참조하고 있으며, 전간기에 에스토니아령이었다가 1944년에 러시아에 양도된 이반고로드 및 페초르스키군의 영유권을 주장할 수도 있다고 판단하여 조약 발효를 거부했다. 2014년 2월 18일에 조약이 다시 합의되었으나 여전히 서명되지 않아서 발효되지 않은 상태이다.
2014년에는 국경 근처에 있는 마을 192곳이 폐쇄되었으며 러시아 연방보안국의 허가 하에 진입할 수 있도록 조치가 취해졌다. 에스토니아 측에서는 1940년 이후 상실한 페체리군 영토에 거주하고 있었던 사람들의 시민권 재취득을 간소화했다.

## 돌출지 통행

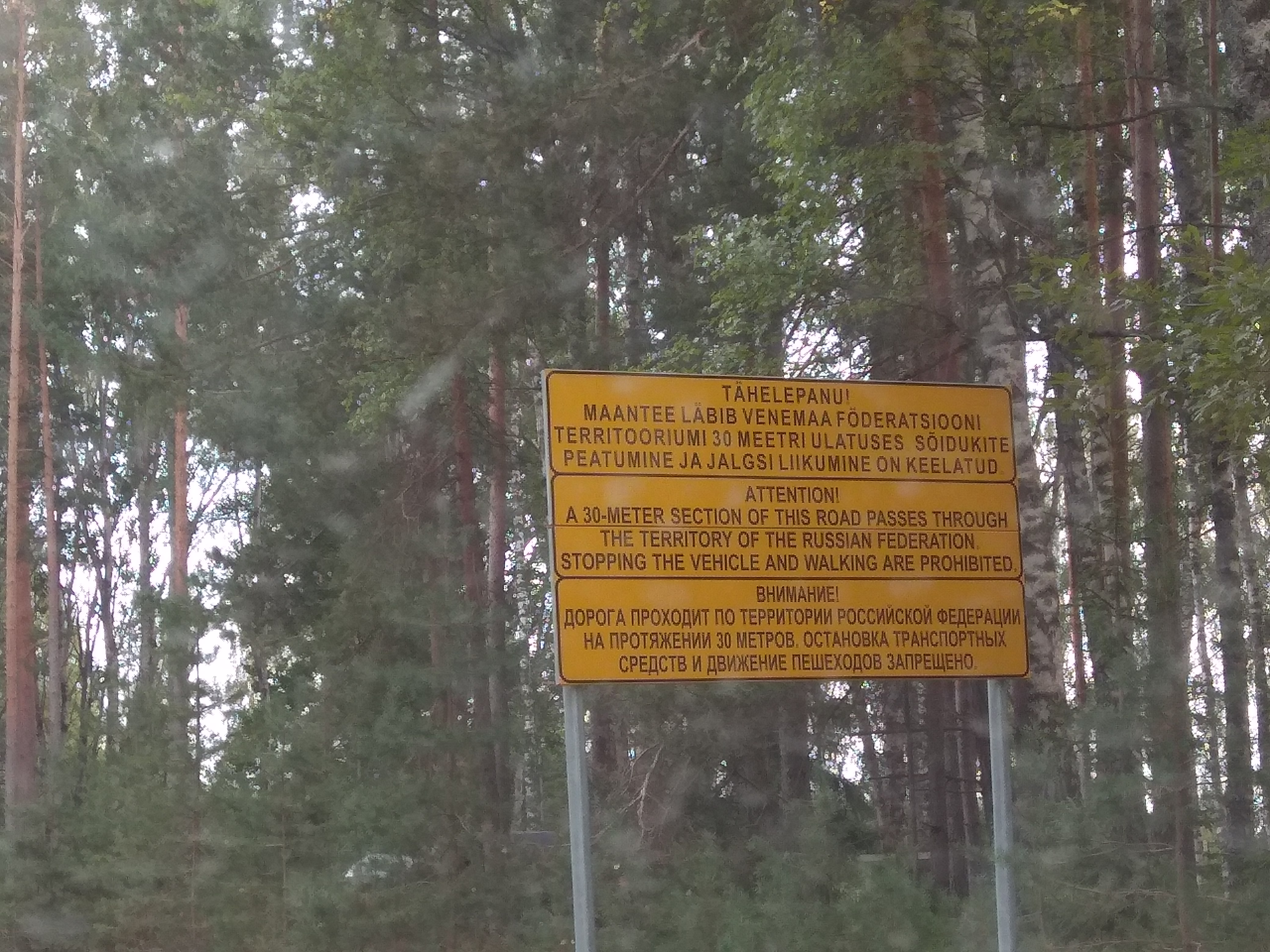
사트세 돌출부 통행 경고문

베르스카와 사트세간 도로는 사트세 돌출부 내 약 1 km 구간이 포함되어 있다. 비 러시아인은 차량에 탑승한 상태에서 러시아 영토를 통과할 수 있으며, 이 과정에서 국경 검문이나 비자 제시는 필요하지 않다. 에스토니아 영토에 다시 도달할 때까지 차량을 정차할 수는 없으며, 차량이 고장났을 경우에는 사트세 국경검문소에 연락하여 조치를 취해야 한다. 도로를 걸어서 통과하거나 차량에서 내리는 행위는 금지되어 있다. 이 사실을 알리는 경고 표지판이 에스토니아어, 영어, 러시아어로 게시되어 있다. 이러한 조치에도 불구하고 일부 관광객들이 규칙 위반임을 모른 채로 돌출부 내에서 차량에서 내려 러시아 국경검문소의 사진을 찍는 경우도 있다. 에스토니아 경찰과 국경경비대에 의하면 2017년 한 해 동안 통행 규칙 위반이 10회 발생했고 그 중 1명은 돌출부 내에서 구금되었다.

## 같이 보기
- 월경지